# Ted DiBiase
Theodore Marvin DiBiase Sr. (Omaha (Nebraska), 18 januari 1954), beter bekend als "The Million Dollar Man" Ted DiBiase, is een Amerikaans gepensioneerd professioneel worstelaar, manager en commentator die bekend was van zijn tijd bij de World Wrestling Federation (WWF) en World Championship Wrestling (WCW).

## Persoonlijk leven
DiBiase heeft drie zonen, Mike DiBiase II, Ted DiBiase Jr. en Brett DiBiase en ze zijn allemaal professionele worstelaars. DiBiase Jr. worstelt momenteel voor de WWE.

## Prestaties
- All Japan Pro Wrestling
  - AJPW Unified World Tag Team Championship (1 keer met Stan Hansen)
  - NWA United National Championship (1 keer)
  - PWF World Tag Team Championship (1 keer met Stan Hansen)
  - World's Strongest Tag Team League (1985; met Stan Hansen)

- Central States Wrestling
  - NWA Central States Heavyweight Championship (2 keer)

- Georgia Championship Wrestling
  - NWA National Heavyweight Championship (2 keer)
  - NWA National Tag Team Championship (2 keer: met Stan Frazier (1x en Steve Olsonski (1x))

- NWA Tri-State - Mid-South Wrestling Association
  - Mid-South North American Heavyweight Championship (4 keer)
  - Mid-South Tag Team Championship (4 keer: met Matt Borne (1x), Jerry Stubbs (1x), Hercules Hernandez (1x) en Steve Williams (1x))
  - NWA North American Heavyweight Championship (Tri-State version) (1 keer)
  - NWA United States Tag Team Championship (Tri-State version) (1 keer: met Dick Murdoch)

- NWA Western States Sports
  - NWA Western States Tag Team Championship (1 keer: met Tito Santana)

- St. Louis Wrestling Club
  - NWA Missouri Heavyweight Championship (2 keer)

- Texas All-Star Wrestling
  - TASW Heavyweight Championship (1 keer)

- World Wrestling Federation/Entertainment
  - WWF North American Heavyweight Championship (1 keer)
  - WWF Tag Team Championship (3 keer: met Irwin R. Schyster)
  - Million Dollar Championship (2 keer)
  - King of the Ring (1988)
  - WWE Hall of Fame (Class of 2010)
  - Slammy Award
    - "Humanitarian of The Year" (1987)

- Wrestling Observer Newsletter awards
  - Best Gimmick (1987)
  - Best Heel (1987, 1988)
  - Best Technical Wrestler (1981)
  - Feud of the Year (1982) vs. Junkyard Dog
  - Feud of the Year (1985) vs. Jim Duggan
  - Wrestling Observer Newsletter Hall of Fame (Class of 1996)

- Dutch Pro Wrestling
  - Dutch Heavyweight Championship